# Tortilla de patatas

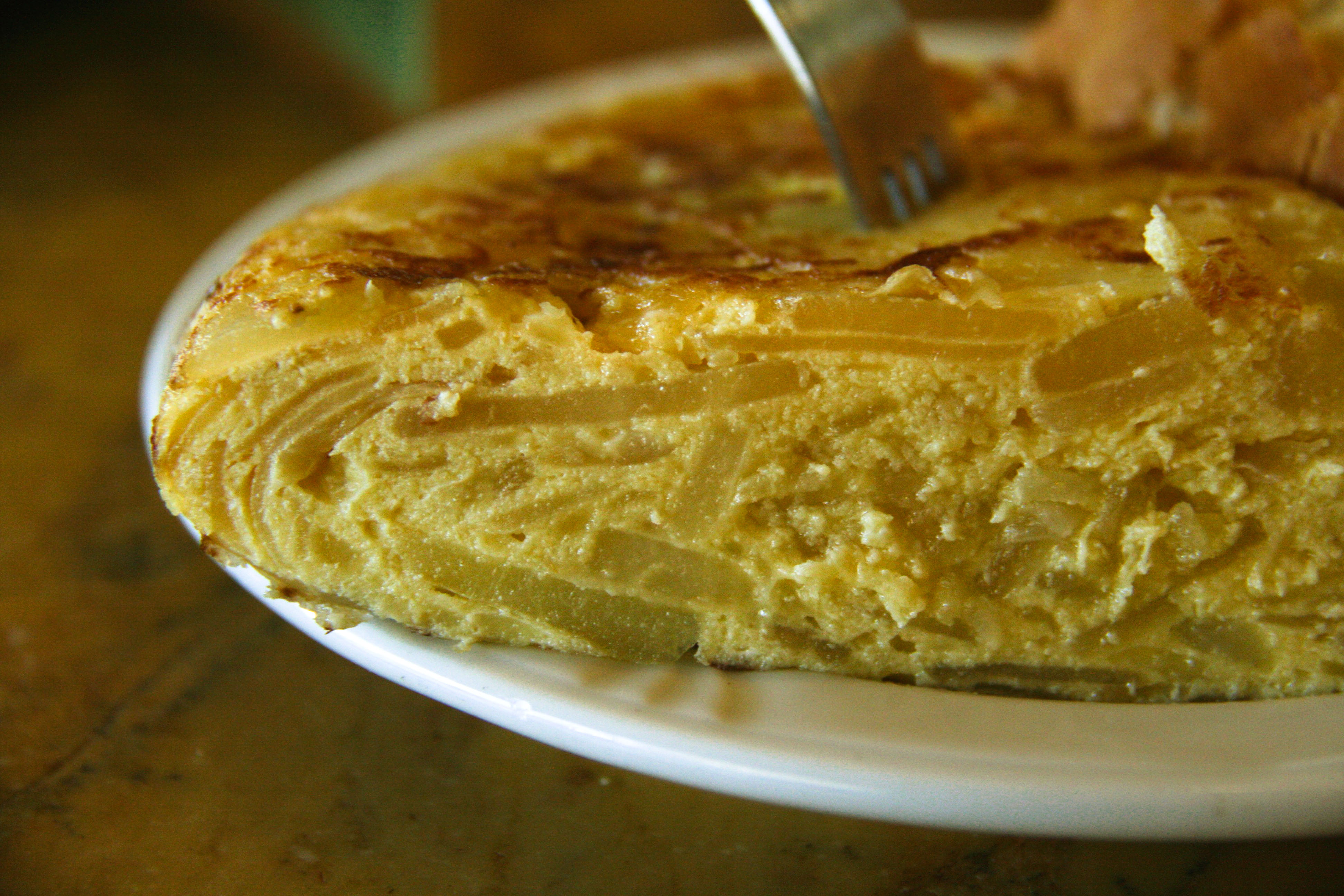
Tortilla de patatas na řezu

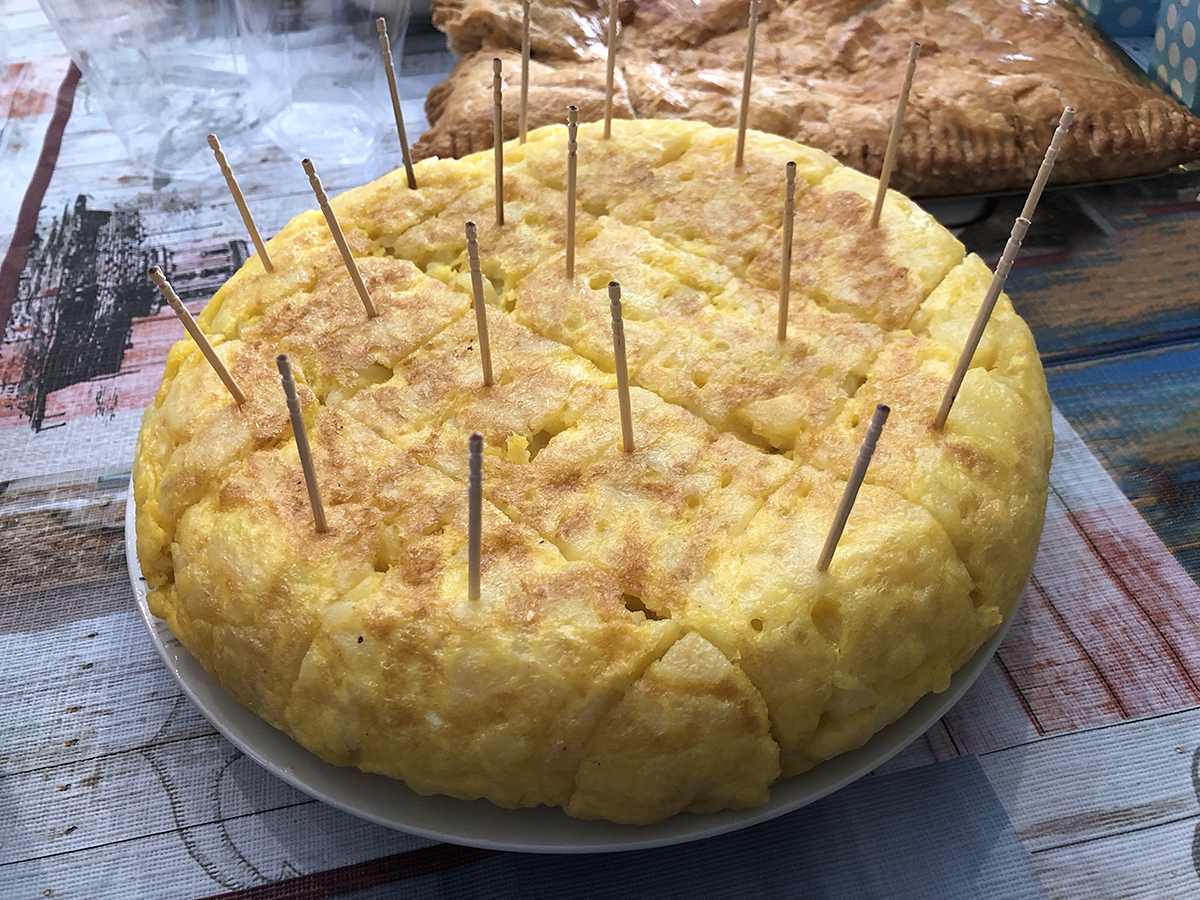
Tortilla de patatas rozkrájená na kousky v rámci tapas

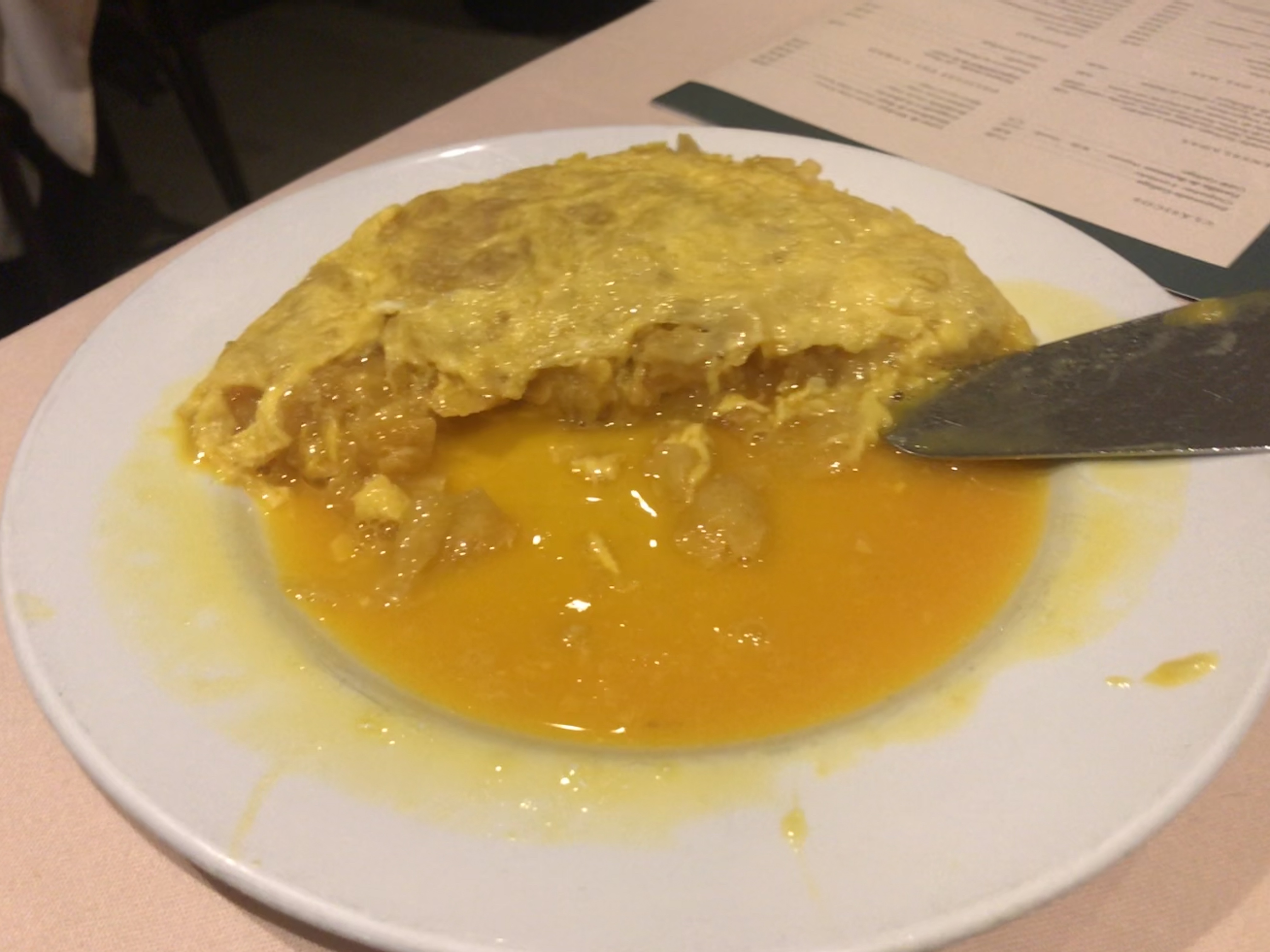
Tortilla de Betanzos

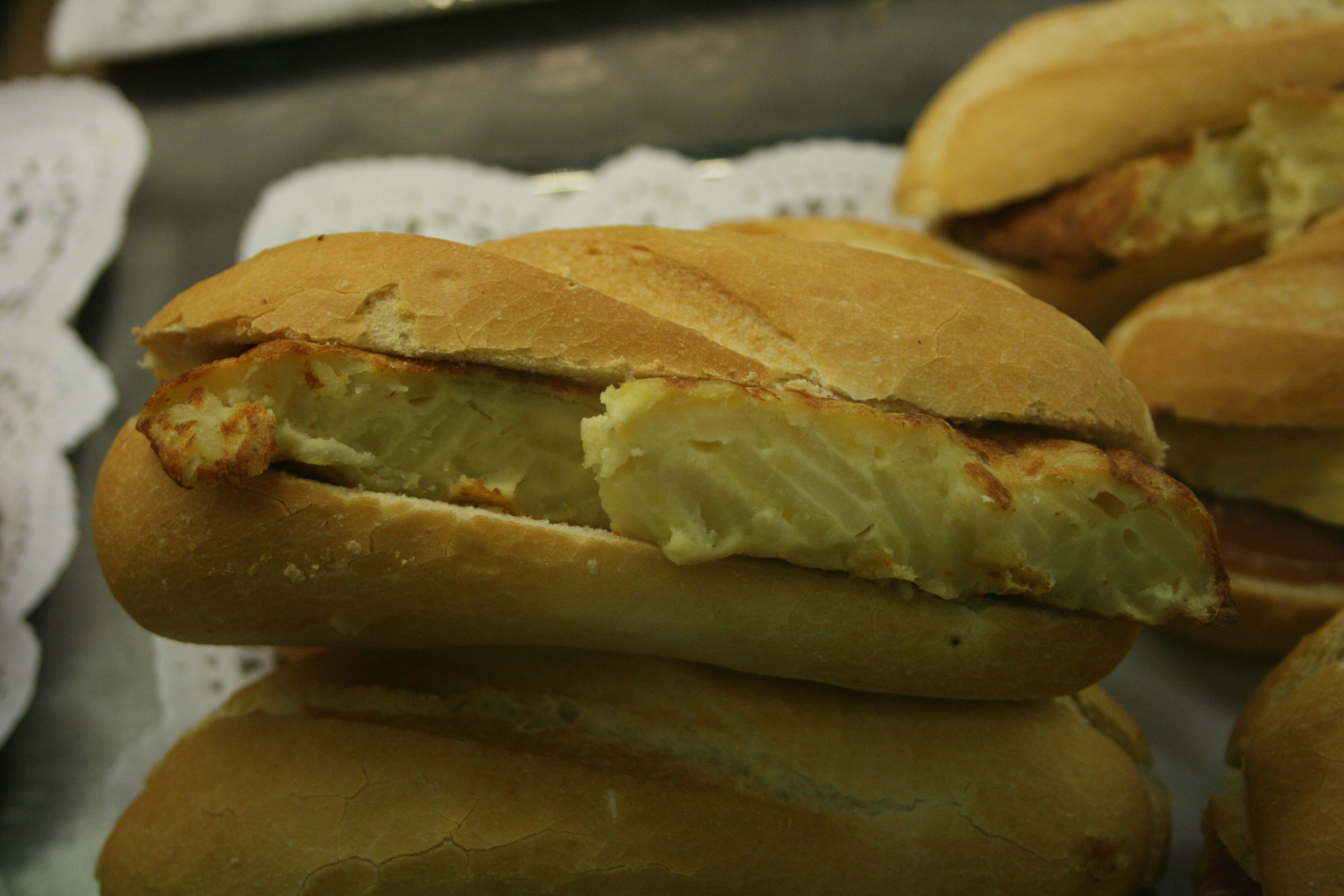
Bocadillo de tortilla de patatas

Tortilla de patatas (též španělská tortilla nebo španělská omeleta) je jedním z nejdůležitějších pokrmů španělské kuchyně. Základem jsou brambory opečené na oleji a vejce, na dochucení se přidává sůl. Aby byla tortilla opečená z obou stran, je nutné použít dvě pánve (jednu na obrácení tortilly), případně se používá speciální nástroj přímo na obracení tortilly určený, španělsky zvaný vuelve tortillas. Výsledný pokrm je tlustá placka, která se podává v celku, nebo se krájí na trojúhelníkové kousky (podobně jako pizza). Tortilla de patatas se může podávat čerstvě usmažená jako hlavní jídlo nebo předkrm, ale i v pokojové teplotě, nakrájená na menší kousky jakožto součást tapas, nebo uvnitř rozkrojené bagety (bocadillo de tortilla de patatas). S tortillou de patatas se lze setkat v téměř každé restauraci nebo baru ve Španělsku.
Někdy se do tortilly de patatas přidává také cibule, o tom zda cibule do receptu patří nebo ne se vedou rozsáhlé spory. Mezi další ingredience, které se přidávají méně často patří například žampiony, paprika nebo chorizo.
Regionální variantou tohoto pokrmu je tortilla de Betanzos, specialita galicijského města Betanzos, které se vyznačuje opečeným povrchem a tekutým vnitřkem.

## Název
Slovo tortilla je zdrobnělina slova torta znamenající dort. Ve španělštině označuje omeletu, aby tedy byl bramborová tortilla odlišena od klasické omelety, říká se jí často právě tortilla de patatas (bramborová tortilla) nebo tortilla española (španělská tortilla), naopak klasické omeletě z vajec se někdy říká tortilla francesa (francouzská tortilla). V některých španělsky mluvících zemích Latinské Ameriky ovšem slovo tortilla označuje placku z mouky, přičemž tento význam slova byl také přejat do mnoha dalších jazyků.

## Historie
První zmínka o tortille de patatas pochází z Navarry z roku 1767. Existuje legenda, že během obléhání Bilbaa v rámci karlistických válek vymyslel tortillu de patatas generál Tomás de Zumalacárregui, jakožto snadno připravitelný výživné pokrm pro karlistickou armádu. Není známo, zda je to pravda, ale právě v období karlistických válek (polovina 19. století) se tortilla de patatas začala stávat ve Španělsku populární.